# Meslan
 Meslan  (en bretón Mêlann) es una población y comuna francesa, situada en la región de Bretaña, departamento de Morbihan, en el distrito de Pontivy y cantón de Le Faouët.

## Demografía
| 1835 | 1656 | 1608 | 1630 | 1452 | 1193 |
| Para los censos de 1962 a 1999 la población legal corresponde a la población sin duplicidades (Fuente: INSEE [Consultar]) |      |      |      |      |      |